# مقاصد الالحان
فرهنگ عبدالقادر مراغی اثر طغرل طهماسبی: مقاصدالألحان دومین اثر مراغی به فارسی، که غیر از آن‌که نشانهٔ خوبی از تحوّل نثر فارسی است، نمونه‌های ارزنده‌ای از ترکیبات و واژه‌های قدیمی را نیز دربردارد و سرشار از اصطلاحات علمی و معادل‌های مختلف و دقیق موسیقایی است.
مقاصدالألحان دارای نثری مَصنوع و متنی موسیقایی است که در یک مقدّمه و 12 باب و چند فصل به نگارش درآمده است. این کتاب برای نخستین بار در ایران، به اهتمام استاد سیّدتقی بینش در تاریخ 1324خورشیدی در 240 صفحه انتشار یافته است. فارمر سه نسخه از این کتاب را معرّفی کرده: یکی در «بادلیان»، دو دیگر در کتابخانهٔ «رئوف یکتابیگِ» استانبول و سوم در کتابخانهٔ دانشگاه «لیدنِ» هلند. به نظر استاد بینش بهترین و قدیمی‌ترین نسخه‌ای که از این کتاب در دست می‌باشد، نسخهٔ «کتابخانهٔ آستان قدس رضوی» است که به خطّ زیبای مؤلّف در رمضان سال 821 قمری نوشته شده است.
1. ↑  فرهنگ عبدالقادر مراغی=. شابک ۹۷۸۶۰۰۰۳۵۴۲۵۱.